# Wokwin III Waldeck
Wolkwin III Waldeck-Schwalenberg (ur. ok. 1190, zm. 1249/1250) Od 1214 hrabia Schwalenberg i od 1224 do 1228 hrabia Waldeck.
Jego rodzicami byli Henryk I hrabia Waldeck-Schwalenberg (zm. przed 21 września 1214) i Heska z Dassel (zm. 25 lipca 1220). Wolkwin po śmierci ojca został nowym hrabią Schwalenberg, a w 1224, po śmierci wuja Hermana I, odziedziczył hrabstwo Waldeck, w którym od 1228 rządził jego młodszy brat Adolf.
Wolkwin zainteresował się dynamiczną polityką ekspansji arcybiskupa Kolonii Engelberta I, który próbował zająć całą Westfalię, gdzie stary książę Engelbert próbował przywrócić swemu państwu dawny kształt i świetność. Związał więc sojusz z arcybiskupem Moguncji Zygfrydem II von Eppstein. Wolkwin uczestniczył prawdopodobnie w walce po stronie arcybiskupa Kolonii, przez co został pod zaborem ziemi (choć zachował powiat Herford), jako lenno Kolonii. Jako zadośćuczynienie w 1231 r. założył klasztor cystersów w Schwalenberg, który jednak został przeniesiony w 1247 do Falkenhagen.

## Rodzina i dzieci
Z małżeństwa Wolkwina i Ermengardy Schwarzburg-Blankenburg, córki hrabiego Henryka II Schwarzburg, urodziło się dziewięć dzieci:
- Wolkwin V von Waldeck (zm. 4 maja 1293), biskup Minden (1275-1293)
- Irmgarda (zm. 1 października 1314), ksieni w Heersen
- Kunegunda (zm. po 1 maja 1305), ksieni w Falkenhagen
- Mechtylda (zm. przed 3 stycznia 1314), ksieni w Möllenbeck
- Günther I (zm. po 1310), arcybiskup Magdeburga (1277-1283) i biskup Paderborn (1308-1310)
- Widekind V. (zm. 28 sierpnia 1264), hrabia Schwalenberg (1249-1264)
- Henryk I hrabia Sternberg-Waldeck (zm. 1279), hrabia Sternberga
- Adolf I († przed 1305)
- Albert I (zm. ok. 1315) mąż Jutty von Rosdorf, siostry Ludolfa von Rostorf